# Ringer-Europameisterschaften 1987
Die Ringer-Europameisterschaften 1987 fanden im freien Stil Anfang Mai in Weliko Tarnowo (Bulgarien) und Ende Mai im griechisch-römischen Stil in Tampere (Finnland) statt.

## Griechisch-römisch, Männer

### Ergebnisse

#### Kategorie bis 48 kg (Papiergewicht)
| Platz | Land           | Sportler         |
| ----- | -------------- | ---------------- |
| 1     | Italien        | Vincenzo Maenza  |
| 2     | Bulgarien      | Bratan Zenow     |
| 3     | Sowjetunion    | Sergei Suworow   |
| 4     | BR Deutschland | Markus Scherer   |
| 5     | Polen          | Andrzej Głąb     |
| 6     | Griechenland   | Georgios Nikitas |

Titelverteidiger: Iwan Samtajew, UdSSR

#### Kategorie bis 52 kg (Fliegengewicht)
| Platz | Land        | Sportler            |
| ----- | ----------- | ------------------- |
| 1     | Sowjetunion | Andrij Kalaschnykow |
| 2     | Ungarn      | Csaba Vadász        |
| 3     | Polen       | Roman Kierpacz      |
| 4     | Bulgarien   | Walentin Krumow     |
| 5     | Ungarn      | Tibor Jankovics     |
| 6     | Frankreich  | Serge Robert        |

Titelverteidiger: Sergei Djudjajew, UdSSR

#### Kategorie bis 57 kg (Bantamgewicht)
| Platz | Land         | Sportler           |
| ----- | ------------ | ------------------ |
| 1     | Finnland     | Keijo Pehkonen     |
| 2     | Bulgarien    | Emil Iwanow        |
| 3     | Frankreich   | Patrice Mourier    |
| 4     | Ungarn       | András Sike        |
| 5     | Sowjetunion  | Sergei Bulanow     |
| 6     | Griechenland | Haralambos Holidis |

Titelverteidiger: Timerschan Kalimulin, UdSSR

#### Kategorie bis 62 kg (Federgewicht)
| Platz | Land           | Sportler                   |
| ----- | -------------- | -------------------------- |
| 1     | Bulgarien      | Schiwko Wangelow Atanassow |
| 2     | Sowjetunion    | Wassili Wosni              |
| 3     | Ungarn         | Jenő Bódi                  |
| 4     | BR Deutschland | Thomas Härtle              |
| 5     | Schweiz        | Hugo Dietsche              |
| 6     | Rumänien       | Gheorghe Savu              |

Titelverteidiger: Árpád Sipos, Ungarn

#### Kategorie bis 68 kg (Leichtgewicht)
| Platz | Land           | Sportler           |
| ----- | -------------- | ------------------ |
| 1     | Sowjetunion    | Aslaudin Abajew    |
| 2     | Polen          | Jerzy Kopański     |
| 3     | Finnland       | Tapio Sipilä       |
| 4     | Rumänien       | Petrică Cărare     |
| 5     | BR Deutschland | Claudio Passarelli |
| 6     | Ungarn         | Attila Repka       |

Titelverteidiger: Lewon Dschulfalakjan, UdSSR

#### Kategorie bis 74 kg (Weltergewicht)
| Platz | Land                            | Sportler           |
| ----- | ------------------------------- | ------------------ |
| 1     | Sowjetunion                     | Däulet Turlychanow |
| 2     | Finnland                        | Jouko Salomäki     |
| 3     | Bulgarien                       | Dobri Marinow      |
| 4     | Schweden                        | Roger Tallroth     |
| 5     | Tschechoslowakei                | Jaroslav Zeman     |
| 6     | Deutsche Demokratische Republik | Andreas Lemke      |

Titelverteidiger: Michail Mamiaschwili, UdSSR

#### Kategorie bis 82 kg (Mittelgewicht)
| Platz | Land           | Sportler           |
| ----- | -------------- | ------------------ |
| 1     | Sowjetunion    | Sergei Nassewitsch |
| 2     | Polen          | Bogdan Daras       |
| 3     | Ungarn         | Tibor Komáromi     |
| 4     | BR Deutschland | Roger Gössner      |
| 5     | Rumänien       | Sorin Hertea       |
| 6     | Italien        | Ernesto Razzino    |

Titelverteidiger: Tibor Komáromi, Ungarn

#### Kategorie bis 90 kg (Halbschwergewicht)
| Platz | Land                            | Sportler            |
| ----- | ------------------------------- | ------------------- |
| 1     | Sowjetunion                     | Wladimir Popow      |
| 2     | Bulgarien                       | Atanas Komtschew    |
| 3     | Finnland                        | Harri Koskela       |
| 4     | Deutsche Demokratische Republik | Olaf Koschnitzke    |
| 5     | Frankreich                      | Jean-Francois Court |
| 6     | Rumänien                        | Ilie Matei          |

Titelverteidiger: Atanas Komtschew, Bulgarien

#### Kategorie bis 100 kg (Schwergewicht)
| Platz | Land                            | Sportler       |
| ----- | ------------------------------- | -------------- |
| 1     | Bulgarien                       | Ilija Georgiew |
| 2     | Rumänien                        | Vasile Andrei  |
| 3     | Deutsche Demokratische Republik | Jörg Kotte     |
| 4     | Jugoslawien                     | Josef Tertelj  |
| 5     | Sowjetunion                     | Igor Kanygin   |
| 6     | Finnland                        | Keijo Manni    |

Titelverteidiger: Josef Tertelj, Jugoslawien

#### Kategorie bis 130 kg (Superschwergewicht)
| Platz | Land        | Sportler          |
| ----- | ----------- | ----------------- |
| 1     | Sowjetunion | Igor Rostorozki   |
| 2     | Schweden    | Tomas Johansson   |
| 3     | Bulgarien   | Rangel Gerowski   |
| 4     | Rumänien    | Ioan Grigoras     |
| 5     | Italien     | Fabio Valguarnera |
| 6     | Ungarn      | László Klauz      |

Titelverteidiger: Nikola Dinew, Bulgarien

### Medaillenspiegel
| Rang | Land                            | Gold | Silber | Bronze |
| ---- | ------------------------------- | ---- | ------ | ------ |
| 1    | Sowjetunion                     | 6    | 1      | 1      |
| 2    | Bulgarien                       | 2    | 3      | 2      |
| 3    | Finnland                        | 1    | 2      | 2      |
| 4    | Italien                         | 1    | 0      | 0      |
| 5    | Polen                           | 0    | 2      | 1      |
| 6    | Ungarn                          | 0    | 1      | 2      |
| 7    | Rumänien                        | 0    | 1      | 0      |
|      | Schweden                        | 0    | 1      | 0      |
| 9    | Deutsche Demokratische Republik | 0    | 0      | 1      |
|      | Frankreich                      | 0    | 0      | 1      |

## Freistil, Männer

### Ergebnisse

#### Kategorie bis 48 kg (Papiergewicht)
| Platz | Land                            | Sportler             |
| ----- | ------------------------------- | -------------------- |
| 1     | Bulgarien                       | Marian Nedkow        |
| 2     | Rumänien                        | Alin Pacuraru        |
| 3     | Deutsche Demokratische Republik | Mario Willomeit      |
| 4     | BR Deutschland                  | Reiner Heugabel      |
| 5     | Sowjetunion                     | Sergei Karamtschakow |
| 6     | Frankreich                      | Philippe Bahuet      |

Titelverteidiger: Alexander Dorschu, UdSSR

#### Kategorie bis 52 kg (Fliegengewicht)
| Platz | Land        | Sportler            |
| ----- | ----------- | ------------------- |
| 1     | Bulgarien   | Walentin Jordanow   |
| 2     | Sowjetunion | Wladimir Togusow    |
| 3     | Türkei      | Aslan Seyhanlı      |
| 4     | Rumänien    | Nicu Hincu          |
| 5     | Polen       | Stanislaw Kaczmarek |
| 6     | Jugoslawien | Abaz Emini          |

Titelverteidiger: Walentin Jordanow, Bulgarien

#### Kategorie bis 57 kg (Bantamgewicht)
| Platz | Land             | Sportler          |
| ----- | ---------------- | ----------------- |
| 1     | Sowjetunion      | Sergei Beloglasow |
| 2     | Jugoslawien      | Zoran Šorov       |
| 3     | Bulgarien        | Georgi Kaltschew  |
| 4     | Ungarn           | Béla Nagy         |
| 5     | Türkei           | Ahmet Ak          |
| 6     | Tschechoslowakei | Jozef Schwendtner |

Titelverteidiger: Georgi Kaltschew, Bulgarien

#### Kategorie bis 62 kg (Federgewicht)
| Platz | Land                            | Sportler         |
| ----- | ------------------------------- | ---------------- |
| 1     | Sowjetunion                     | Xəzər İsayev     |
| 2     | Deutsche Demokratische Republik | Karsten Polky    |
| 3     | Polen                           | Marian Skubacz   |
| 4     | Ungarn                          | József Orbán     |
| 5     | Italien                         | Antonio La Bruna |
| 6     | Rumänien                        | Maricel Popa     |

Titelverteidiger: Xəzər İsayev, UdSSR

#### Kategorie bis 68 kg (Leichtgewicht)
| Platz | Land         | Sportler              |
| ----- | ------------ | --------------------- |
| 1     | Sowjetunion  | Arsen Fadsajew        |
| 2     | Griechenland | Georgios Athanasiadis |
| 3     | Bulgarien    | Simeon Schterew       |
| 4     | Finnland     | Jukka Rauhala         |
| 5     | Frankreich   | Gerard Santoro        |
| 6     | Rumänien     | Daniel Ionita         |

Titelverteidiger: Abdulla Magomedow, UdSSR

#### Kategorie bis 74 kg (Weltergewicht)
| Platz | Land                            | Sportler         |
| ----- | ------------------------------- | ---------------- |
| 1     | Sowjetunion                     | Adlan Warajew    |
| 2     | Finnland                        | Pekka Rauhala    |
| 3     | Türkei                          | Fevzi Şeker      |
| 4     | Bulgarien                       | Kamen Wesselinow |
| 5     | Deutsche Demokratische Republik | Uwe Westendorf   |
| 6     | Jugoslawien                     | Šaban Sejdi      |

Titelverteidiger: Adlan Warajew, UdSSR

#### Kategorie bis 82 kg (Mittelgewicht)
| Platz | Land             | Sportler            |
| ----- | ---------------- | ------------------- |
| 1     | Bulgarien        | Alexandar Nanew     |
| 2     | Sowjetunion      | Wladimer Modossiani |
| 3     | Tschechoslowakei | Jozef Lohyňa        |
| 4     | Rumänien         | Gheorghe Mitu       |
| 5     | Türkei           | Necmi Gençalp       |
| 6     | Griechenland     | Kostas Avramis      |

Titelverteidiger: Alexandar Nanew, Bulgarien

#### Kategorie bis 90 kg (Halbschwergewicht)
| Platz | Land           | Sportler              |
| ----- | -------------- | --------------------- |
| 1     | Sowjetunion    | Macharbek Chadarzew   |
| 2     | Bulgarien      | Efraim Kamberow       |
| 3     | Türkei         | Reşit Karabacak       |
| 4     | Griechenland   | Cheraklis Deskoulidis |
| 5     | BR Deutschland | Bodo Lukowski         |
| 6     | Polen          | Jerzy Niec            |

Titelverteidiger: Sanassar Howhannisjan, UdSSR

#### Kategorie bis 100 kg (Schwergewicht)
| Platz | Land             | Sportler         |
| ----- | ---------------- | ---------------- |
| 1     | Sowjetunion      | Leri Chabelowi   |
| 2     | Rumänien         | Vasile Pușcașu   |
| 3     | Bulgarien        | Georgi Jantschew |
| 4     | Tschechoslowakei | Július Strnisko  |
| 5     | Türkei           | Ayhan Taşkın     |
| 6     | Ungarn           | István Robotka   |

Titelverteidiger: Georgi Jantschew, Bulgarien

#### Kategorie bis 130 kg (Superschwergewicht)
| Platz | Land                            | Sportler         |
| ----- | ------------------------------- | ---------------- |
| 1     | Sowjetunion                     | Sasa Turmanidse  |
| 2     | Deutsche Demokratische Republik | Andreas Schröder |
| 3     | Bulgarien                       | Atanas Atanassow |
| 4     | Türkei                          | Hayri Sezgin     |
| 5     | Ungarn                          | József Balla     |
| 6     | Polen                           | Wojciech Wala    |

Titelverteidiger: Andreas Schröder, Deutsche Demokratische Republik

### Medaillenspiegel
| Rang | Land                            | Gold | Silber | Bronze |
| ---- | ------------------------------- | ---- | ------ | ------ |
| 1    | Sowjetunion                     | 7    | 2      | 0      |
| 2    | Bulgarien                       | 3    | 1      | 4      |
| 3    | Deutsche Demokratische Republik | 0    | 2      | 1      |
| 4    | Rumänien                        | 0    | 2      | 0      |
| 5    | Griechenland                    | 0    | 1      | 0      |
|      | Finnland                        | 0    | 1      | 0      |
|      | Jugoslawien                     | 0    | 1      | 0      |
| 8    | Türkei                          | 0    | 0      | 3      |
| 9    | Tschechoslowakei                | 0    | 0      | 1      |
|      | Polen                           | 0    | 0      | 1      |

## Quelle
- www.foeldeak.com

1911 |
– |
1921 |
– |
1924 |
1925 |
1926 |
1927 |
– |
1929 |
1930 |
1931 |
– |
1933 |
1934 |
1935 |
– |
1937 |
1938 |
1939 |
– |
1946 |
1947 |
1949 |
– |
1966 |
1967 |
1968 |
1969 |
1970 |
– |
1972 |
1973 |
1974 |
1975 |
1976 |
1977 |
1978 |
1979 |
1980 |
1981 |
1982 |
1983 |
1984 |
1985 |
1986 |
1987 |
1988 |
1989 |
1990 |
1991 |
1992 |
1993 |
1994 |
1995 |
1996 |
1997 |
1998 |
1999 |
2000 |
2001 |
2002 |
2003 |
2004 |
2005 |
2006 |
2007 |
2008 |
2009 |
2010 |
2011 |
2012 |
2013 |
2014 |
2015 |
2016 |
2017 |
2018 |
2019 |
2020 |
2021 |
2022 |
2023 |
2024 |
2025
Inoffizielle Europameisterschaften:
1898 |
– |
1902 |
1903 |
1904 |
1905 |
1906 |
1907 |
– |
1909 |
1910 |
1912 |
1913 |
1914